# Star Soldier (computerspel uit 1986)
Star Soldier  (Japans: スターソルジャー; Sutā Sorujā)  is een computerspel dat werd ontwikkeld en uitgegeven door Hudson Soft. Doordat Konami in 2012 het bedrijf overnamen bezit deze de rechten op het spel. Het spel kwam uit op 13 juni 1986 voor het platform Nintendo Entertainment System. Later volgde ook andere homecomputers. De speler bestuurt het ruimteschip Caesar langs verschillende ruimtestations. Deze ruimtestations zijn bezet door verschillende supercomputers genaamd Starbrains en bedreigen het galactische rijk. De speler moet alle vijanden neerschieten zonder zelf af te gaan. Het spel heeft grote gelijkenis met het eerder uitgekomen arcadespel Star Force.

## Platforms
| platform | jaar                       |
| -------- | -------------------------- |
| 1986     | Famicom/NE, MSX            |
| 2001     | Mobiele telefoon, Palm OS  |
| 2004     | Game Boy Advance           |
| 2007     | Virtual Console (WII)      |
| 2012     | Virtual Console (3DS), iOS |

## Ontvangst
| Beoordeeld door | Platform | Datum           | Score |
| --------------- | -------- | --------------- | ----- |
| Nintendo Life   | Wii      | 30 juli 2007    | 50%   |
| IGN             | Wii      | 3 augustus 2007 | 50%   |

## Serie
- 1986: Star Soldier - MSX, Famicom/NES, Game Boy Advance, Virtual Console
- 1990: Super Star Soldier - PC Engine/TurboGrafx-16
- 1991: Final Soldier - PC Engine/TurboGrafx-16
- 1992: Soldier Blade - PC Engine/TurboGrafx-16
- 1992: Star Parodier - PC Engine/TurboGrafx-16
- 1998: Star Soldier: Vanishing Earth - Nintendo 64
- 2008: Star Soldier R - Wii (WiiWare)

## Compilations en remakes
- 1995: Caravan Shooting Collection - SNES
- 2003: Star Soldier - GameCube, PS2
- 2005: Star Soldier - PSP
- 2008: PC Engine Best Collection: Soldier Collection - PSP